# Еліза Еверт
Еліза Саборовська Еверт (нім. Elise Saborovsky Ewert; 1907–1940) — німецька комуністична революціонерка польсько-єврейського походження, учасниця листопадового перевороту в Бразилії в 1935 році. Дружина Артура Еверта.

## Біографія
Еліза Саборовська народилася в німецькому Ганновері 27 липня 1907 року. У віці чотири роки переїхала разом з батьками спочатку в Австро-Угорщину, потім в Бельгію і Нідерланди. Сім'я повернулася до Німеччини після Першої світової війни у 1918 році. Там Еліза познайомилася з представниками Комуністичної партії Німеччини.
У 1925 році у віці 18 років, Еліза покинула свою сім'ю та переїхала в СРСР, де стала співробітником Комінтерну. У наступному році вона вийшла заміж за Артура Еверта і надалі супроводжувала його в поїздках по всьому світу.
У 1935 році подружжя Еверт і низка інших співробітників Комінтерну були спрямовані в Бразилію для організації комуністичного перевороту. Однак переворот провалився, і Еверти були заарештовані. У в'язниці Артур зійшов з розуму.
У 1936 році Елізу депортували в Німеччину. Вона померла від туберкульозу в концтаборі Равенсбрюк 9 лютого 1940 року.